# Lusoponte
 (avril 2017).
Si vous disposez d'ouvrages ou d'articles de référence ou si vous connaissez des sites web de qualité traitant du thème abordé ici, merci de compléter l'article en donnant les références utiles à sa vérifiabilité et en les liant à la section « Notes et références ».
Lusoponte est la société portugaise concessionnaire des traversées du Tage au niveau de Lisbonne. Ces deux constructions sont le pont du 25-Avril et du pont Vasco de Gama.

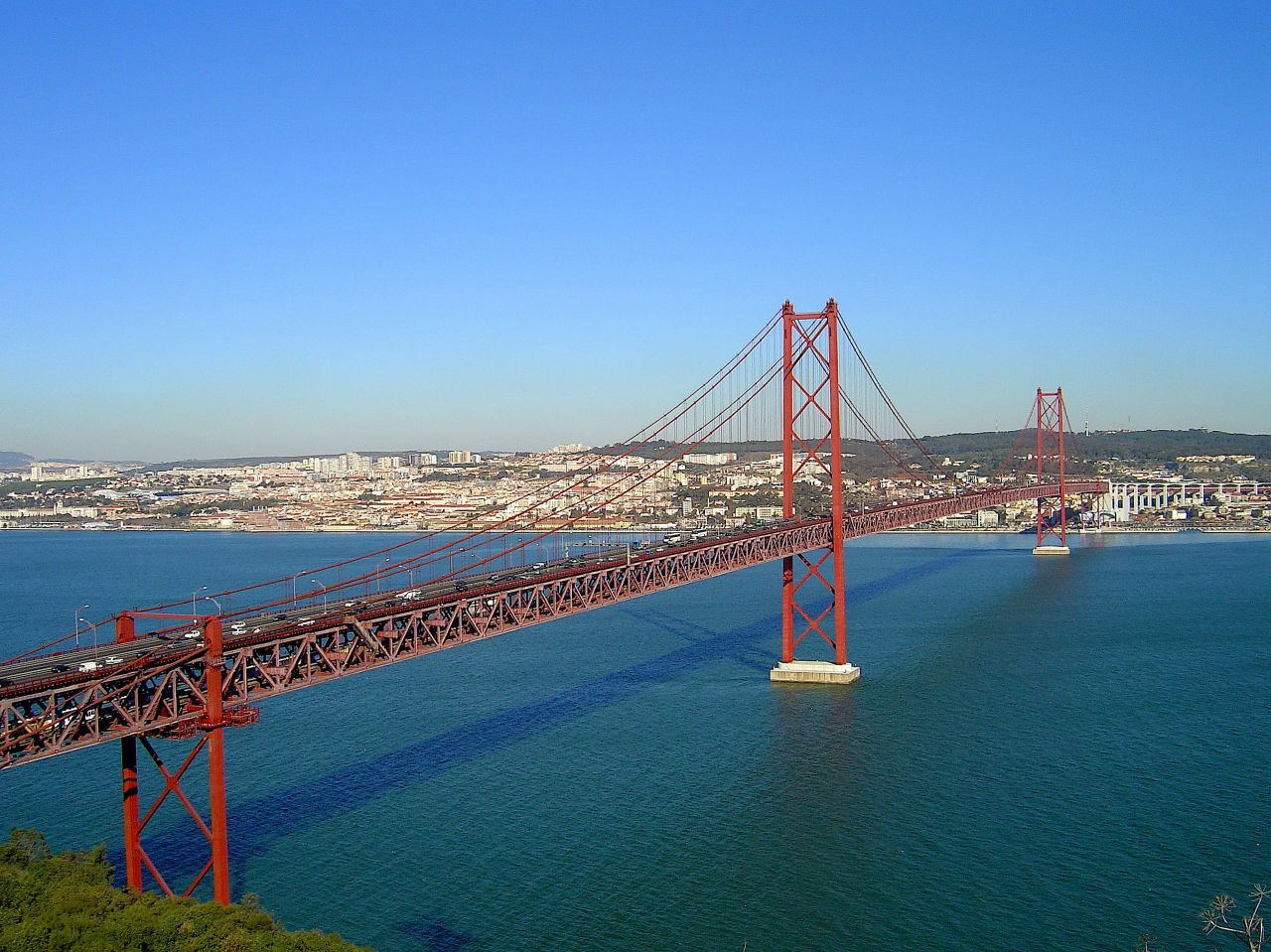

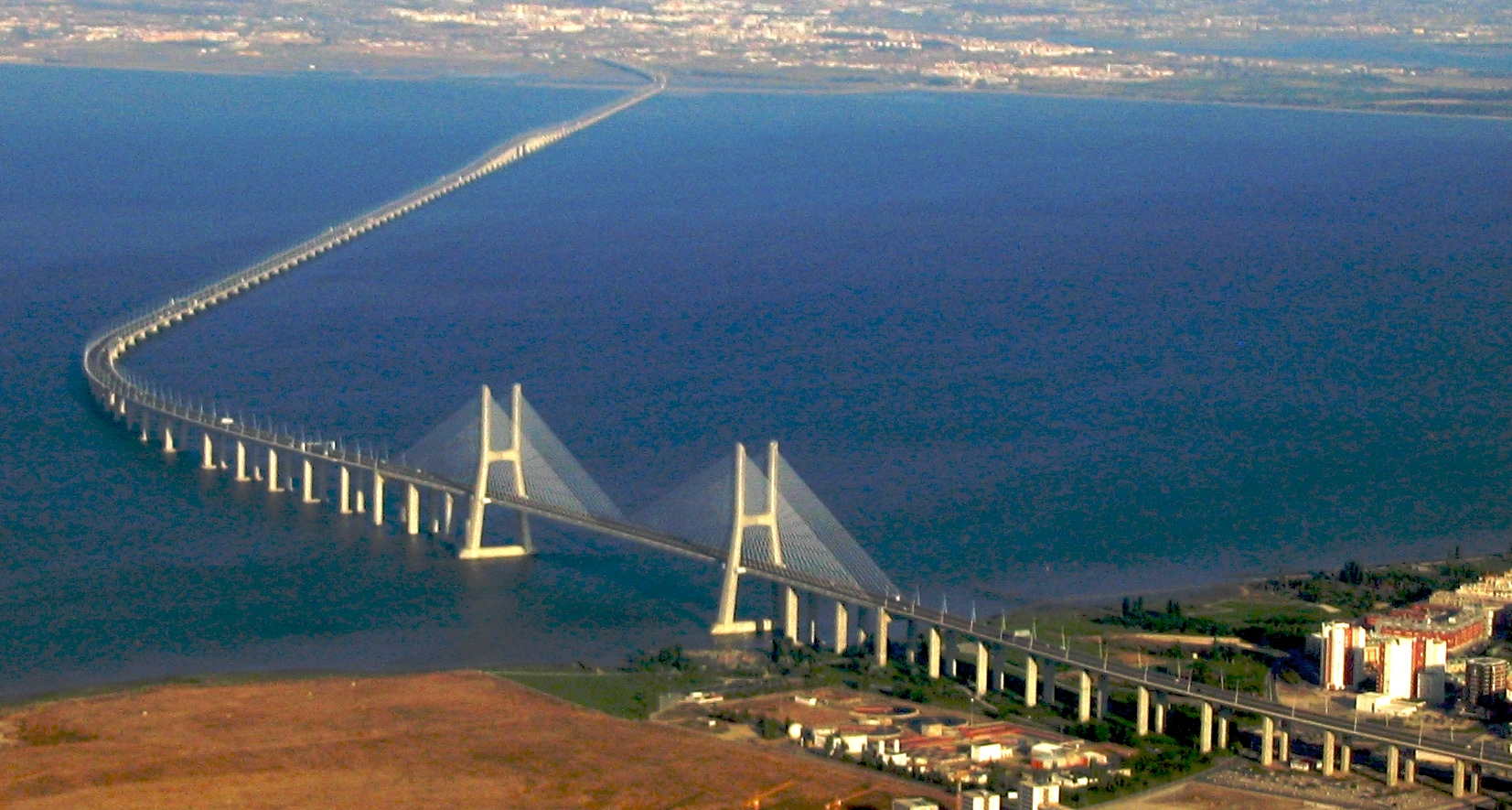